# Thymoites anserma
Thymoites anserma là một loài nhện trong họ Theridiidae.
Loài này thuộc chi Thymoites. Thymoites anserma được Herbert Walter Levi miêu tả năm 1964.